# マラウイ大学

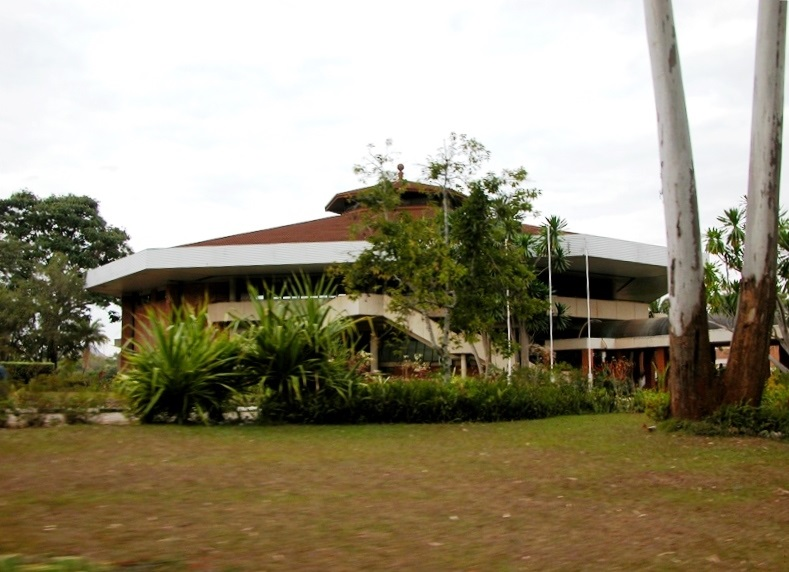
マラウイ大学チャンセラー校

マラウイ大学(University of Malawi, UNIMA)はマラウイにある高等教育機関。本部はマラウイ南部州の都市・ゾンバにある。1964年設立。2005年以降の大学総長は元駐日大使のジマニ・カザミラである。

## 主要施設
- チャンセラー（総長）校(Chancellor College)：人文分野の教育研究。本部も所在。
- ブンダ農業学部(Bunda College of Agriculture)：農業、水産業、環境分野の教育研究。リロングウェ所在。
- マラウイ工芸学部(Malawi Polytechnic)：工業、建築などの教育研究。ブランタイヤ所在。
- カムズ看護学部(Kamuzu College of Nursing):看護士教育。リロングウェおよびブランタイヤ所在。
- 薬学部(College of Medicine)：薬学に関する教育研究。1991年開設。ブランタイヤ所在。